# Kurtziella atrostyla
Kurtziella atrostyla är en snäckart som först beskrevs av Tryon 1884.  Kurtziella atrostyla ingår i släktet Kurtziella och familjen kägelsnäckor. Inga underarter finns listade i Catalogue of Life.